# Hermann Freund (Mediziner)
Hermann Freund (* 11. August 1882 in Breslau; † 14. Oktober 1944 in KZ Auschwitz) war ein deutscher Pharmakologe.

## Leben
Hermann Freund war ein Sohn des Rechtsanwalts und Breslauer Reichstagsabgeordneten Wilhelm Salomon Freund. Nach dem Abitur am Maria-Magdalenen-Gymnasium studierte er Chemie in Breslau, wo er 1906 promoviert wurde, und Medizin in Heidelberg, wo er 1909 ein weiteres Mal promoviert wurde. Während des Ersten Weltkriegs war er UK gestellt und wurde mit dem badischen Kriegsverdienstkreuz ausgezeichnet. An der Universität Heidelberg erhielt er 1916 die venia legendi und war seit 1920 außerordentlicher Professor für Innere Medizin und Experimentelle Pharmakologie. 1924 wurde er als Pharmakologe an die Münsteraner Universität berufen. Er war unverheiratet, adoptierte aber Irmgard Fischer, die Ehefrau seines Schülers Willy König.   
Nach der Machtergreifung der Nationalsozialisten blieb er zunächst gemäß „Frontkämpferprivileg“ im Dienst. Auf der Grundlage des Reichsbürgergesetzes von 1935 wurde er dann sofort entlassen. Am 3. Oktober 1939 durfte er nach Zahlung der Judenvermögensabgabe nach Amsterdam auswandern, wo er in der Chemischen Industrie arbeiten konnte. In Deutschland wurde im Juni 1941 sein restliches Vermögen eingezogen. Am 26. November 1942 wurde er im Durchgangslager Westerbork eingesperrt und von dort am 18. Januar 1944 in das Ghetto Theresienstadt deportiert. Es ist möglich, dass er am 12. Oktober 1944 in das KZ Auschwitz gebracht wurde. Er starb wahrscheinlich im KZ Mauthausen an einer durch erfrorene Zehen verursachte Blutvergiftung, weil er stundenlang im Schnee stehen musste. Im Jahr 1947 wurde Freund vom Amtsgericht Münster für tot erklärt. 
Sein Bruder Walther konnte in die Schweiz flüchten, sein Bruder Rudolf in die USA. 
Am 6. November 2010 wurde je ein Stolperstein an seiner ehemaligen Wohnung in Münster und am Pharmakologischen Institut der Universität verlegt. 2011 veröffentlichten Ingeborg Huhn und Ursula Kilian, zwei Töchter von Irmgard, geb. Fischer, und Willy König, Auszüge aus dem Briefwechsels ihres Vaters mit Hermann Freund.

## Schriften (Auswahl)
- Über Isopropyl-[gamma]-Stilbazol, m-Methyl-[gamma]-Stilbazol und m-Methyl-[alpha]-Stilbazol., 1906. (Dissertation Breslau)
- Das biologische Verhalten jodierter Eiweisskörper, J. Springer, Berlin 1909. (Dissertation Heidelberg)
- Studien über das Fieber durch Blutzerfall und Bluttransfusion, Heidelberg 1917. (Habilitationsschrift)
- mit R. Gottlieb Studien zur unspezifischen Reiztherapie : Über d. Wirkungssteigerung autonomer Nervengifte als Reaktion auf die Umstimmung,  C. Winters Universitätsbuchhandlung, Heidelberg 1921.